# Nemertellina canea
Nemertellina canea är en djurart som tillhör fylumet slemmaskar, och som beskrevs av Friedrich 1935. Nemertellina canea ingår i släktet Nemertellina och familjen Tetrastemmatidae. Inga underarter finns listade i Catalogue of Life.